# Fire on the Floor
Fire on the Floor è l'ottavo album in studio solista del cantautore americano Beth Hart. È stato pubblicato il 14 ottobre 2016 in Europa, Australia e Nuova Zelanda e il 3 febbraio 2017 nel resto del mondo.

## Descrizione
Hart scrisse e incise i brani di Fire on the Floor prima che quelli del suo precedente album Better Than Home venissero mixati. Le sessioni di registrazione videro la collaborazione di alcuni musicisti con i quali non aveva mai suonato prima, come Michael Landau e Waddy Wachtel alla chitarra elettrica. Il gruppo registrò sedici canzoni in tre giorni, anche se il missaggio allungò di molto i tempi di produzione. Altri artisti che esibirono nell'album sono Jim Cox al pianoforte, Dean Parks alla chitarra acustica, Brian Allen al basso, Rick Marotta alla batteria e Ivan Neville all'Hammond B3.
L'album è stato prodotto da Oliver Leiber e registrato da Niko Bolas. Ha debuttato in prima posizione nella Billboard Blues Albums Chart, diventando il suo sesto album numero uno in assoluto.

## Tracce
1. Jazz Man – 3:51
2. Love Gangster – 4:09
3. Coca Cola – 3:38
4. Let's Get Together – 3:39
5. Love Is a Lie – 3:15
6. Fat Man – 3:51
7. Fire on the Floor – 5:12
8. Woman You've Been Dreaming Of – 4:22
9. Baby Shot Me Down – 3:22
10. Good Day to Cry – 4:32
11. Picture in a Frame – 4:39
12. No Place Like Home – 3:53

Durata totale: 48:23